# Nedžad Salkić
Nedžad Salkić (ur. 26 października 1969) – bośniacki niepełnosprawny siatkarz, medalista paraolimpijski.
Na Letnich Igrzyskach Paraolimpijskich 2000 był członkiem drużyny, która zdobyła srebrny medal paraolimpijski. Cztery lata później został mistrzem paraolimpijskim.
W 2017 roku wyróżniono go tytułem zasłużonego sportowca Bośni i Hercegowiny.